# Kamala Das
Kamala Das (Punnayurkulam, 31 maart 1934 - Pune, 31 mei 2009) was een Indiaas schrijfster en dichter.
Surayya was afkomstig uit Kerala en groeide op in Calcutta. Ze was de dochter van Nalappatt Balamani Amma, een bekende Malayali dichter. Surayya zelf schreef zowel romans, kortverhalen en gedichten in het Engels als in het Malayalam, haar moedertaal. Ze was een van de meest vooraanstaande Indiase Engelsschrijvende dichters, alhoewel ze in Kerala toch vooral populair werd met haar kortverhalen en haar autobiografie. Een groot deel van haar werk in het Malayalam schreef ze onder het pseudoniem Madhavikkutty. Kamala Das was vermoedelijk de eerste Hindoevrouw die openlijk sprak over de seksuele verlangens van de Indiase vrouw. Geboren in een conservatieve Hindu Nair (Nallappattu) familie met koninklijke voorouders, bekeerde zij zich in 1999 op haar 65ste tot de islam en nam de naam Kamala Suraiya aan.

### Engels
- 1964 - The Sirens (winnaar van de "Asian Poetry Prize" )
- 1965 - Summer in Calcutta (poëzie)
- 1967 - The Descendants (poëzie)
- 1973 - The Old Playhouse and Other Poems (poëzie)
- 1976 - My Story (autobiografie)
- 1977 - Alphabet of Lust (roman)
- 1985 - The Anamalai Poems (poëzie)
- 1992 - Padmavati the Harlot and Other Stories (verzameling kortverhalen)
- 1996 - Only the Soul Knows How to Sing (poëzie)
- 2001 - yaa Allah (gedichtenverzameling)

### Malayalam
- 1964 - Pakshiyude Manam (kortverhalen)
- 1966 - Naricheerukal Parakkumbol (kortverhalen)
- 1968 - Thanuppu (kortverhaal, Sahitya Academiprijs)
- 1987 - Balyakala Smaranakal (Childhood Memories)
- 1989 - Varshangalkku Mumbu (Years Before)
- 1990 - Palayan (roman)
- 1991 - Neypayasam (kortverhaal)
- 1992 - Dayarikkurippukal (roman)
- 1994 - Neermathalam Pootha Kalam (roman, winnaar van de Vayalarprijs)
- 1996 - Chekkerunna Pakshikal (kortverhalen)
- 1998 - Nashtapetta Neelambari (kortverhalen)
- 2005 - Chandana Marangal (roman)
- 2005 - Madhavikkuttiyude Unmakkadhakal (kortverhalen)2x
- 2005 - Vandikkalakal (roman)

- Bibsys: 97013332
- Biblioteca Nacional de España: XX907223
- Bibliothèque nationale de France: cb12303649p (data)
- CiNii: DA16965618
- Gemeinsame Normdatei: 119166755
- International Standard Name Identifier: 0000 0001 1451 1539
- Library of Congress Control Number: n50037929
- Nationale Bibliotheek van Letland: 000121179
- Bibliotheek van het Japanse parlement: 00678731
- Nationale bibliotheek van Australië: 54065867
- Nationale Bibliotheek van Israël: 987007349762705171
- Nationale en Universitaire bibliotheek Zagreb: 000246986
- Nederlandse Thesaurus van Auteursnamen: 139436804
- Istituto Centrale per il Catalogo Unico: TO0V649791
- Système universitaire de documentation: 031909817
- Trove: 1602381
- Virtual International Authority File: 87817256
- WorldCat: E39PBJk4GCh98mf4tJfvbKj9jC